# Saint François en extase (Le Greco)
Saint François en extase est un tableau (110,5 × 84 cm) réalisé par Le Greco en 1600 et conservé dans les collections du musée du Prado de Madrid qui l'a prêté au musée du Greco de Tolède.

## Description et style
Il est probable que ce tableau ait été du pinceau de son atelier. Le Greco a peint de nombreuses fois saint François d'Assise. Il est montré ici recevant les stigmates, mais on ne voit pas le crucifix (suggéré par la lumière) qui figure dans d'autres compositions du Greco sur ce thème. Le crâne n'est pas visible non plus. C'est une œuvre maniériste empreinte de fort ténébrisme. 